# Meja občutljivosti
Mêja občutljívosti je v kemiji najnižja vrednost koncentracije neke snovi, ki se jo zazna z reagentom. Meja občutljivosti je podana po navadi z enoto (ppm) ali (ppb).